# Antrocephalus parvivespa
Antrocephalus parvivespa är en stekelart som först beskrevs av Girault 1929.  Antrocephalus parvivespa ingår i släktet Antrocephalus och familjen bredlårsteklar. Inga underarter finns listade i Catalogue of Life.